# 3-Heksuloza-6-fosfatna sintaza
3-Heksuloza-6-fosfatna sintaza (EC 4.1.2.43, D-arabino-3-heksuloza 6-fosfat formaldehid-lijaza, 3-heksulozafosfat sintaza, 3-heksuloza fosfat sintaza, HPS) je enzim sa sistematskim imenom D-arabino-heks-3-uloza-6-fosfat formaldehid-lijaza (formira D-ribuloza-5-fosfat). Ovaj enzim katalizuje sledeću hemijsku reakciju
-arabino-heks-3-uloza 6-fosfat {\displaystyle \rightleftharpoons } -ribuloza 5-fosfat + formaldehid
Za maksimalno dejstvo ovog enzima je neophodan jon Mg2+ ili Mn2+.

## Literatura
- Nicholas C. Price; Lewis Stevens (1999). Fundamentals of Enzymology: The Cell and Molecular Biology of Catalytic Proteins (Third изд.). USA: Oxford University Press. ISBN 019850229X.
- Eric J. Toone (2006). Advances in Enzymology and Related Areas of Molecular Biology, Protein Evolution (Volume 75 изд.). Wiley-Interscience. ISBN 0471205036.
- Branden C; Tooze J. Introduction to Protein Structure. New York, NY: Garland Publishing. ISBN 0-8153-2305-0.
- Irwin H. Segel. Enzyme Kinetics: Behavior and Analysis of Rapid Equilibrium and Steady-State Enzyme Systems (Book 44 изд.). Wiley Classics Library. ISBN 0471303097.

## Spoljašnje veze
- 3-hexulose-6-phosphate+synthase на 